# Gothic Punk
Gothic Punk, Goth Punk, Proto-Goth, Positive Punk oder Batcave sind rückwirkend etablierte Bezeichnungen für die frühe, noch stark durch den Punk geprägte Spielweise des Gothic Rock.

## Vorgeschichte
Insbesondere die britische Punk-Band The Damned trug mit ihrem Sänger Dave Vanian zum Aussehen der Szene bei. The Damned spielten Punk, verweigerten sich jedoch der punk-typischen, vorherrschenden Modeerscheinung, die von Vivienne Westwood entworfen und vom Manager Malcolm McLaren als Stilelement der Sex Pistols etabliert wurde. Vanian orientierte sich hingegen an klassischen Vampirhorrorfilmen. Einige spätere Gothic-Punk-, Death-Rock- und Horrorpunk-Bands orientierten sich mitunter auch am Musikstil und Auftreten der Band.

„Schon lange bevor es einen klar definierten Gothic-Look gab, kamen Fans zu unseren Konzerten, die wie Dave angezogen waren. […] Bei anderen Bands waren Sicherheitsnadeln, Gespucke und Bondage-Hosen angesagt, aber wenn man zu einer The-Damned-Show ging, dann stand der halbe städtische Friedhof vor der Bühne.“

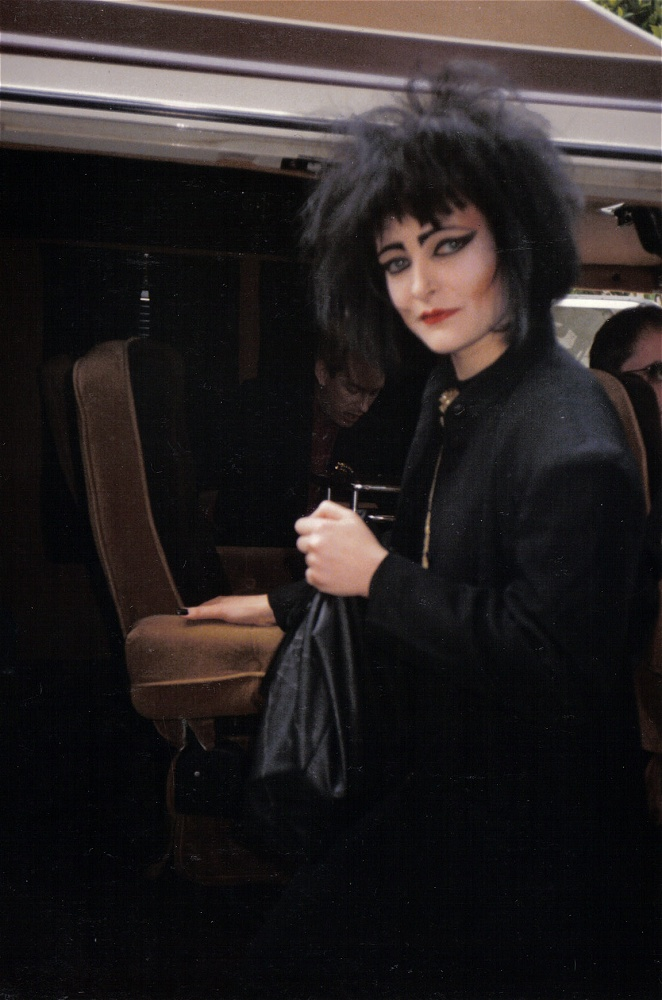
Siouxsie Sioux 1986 in Oakland

Die seit ihrem Auftritt am 20. September 1976 im Londoner 100 Club aktiven Siouxsie and the Banshees debütierten 1978 mit The Scream. Bis 1980 etablierte sich besonders ihre Sängerin Siouxsie Sioux als Ikone der aufkeimenden Szene und britischen Post-Punk-Avantgarde. Nach ihrem Headliner-Auftritt auf dem Futurama-Festival 1980 kommentierte Paul Morley, dass Siouxsie „ihr neuestes Outfit vorführte, das alle Mädchen in den kommenden Monaten beeinflussen wird. Ungefähr die Hälfte aller Mädchen in Leeds betrachtet Sioux als modisches Vorbild, vom Kopf bis in die Zehenspitzen.“
1978 nahmen die dem Post-Punk zugerechneten Joy Division mit ihrer ersten Veröffentlichung eine Fülle nachkommender Musiker vorweg. Die Doppel-7-Inch-Single A Factory Sample enthielt neben einer frühen Aufnahme von Cabaret Voltaire die Joy-Division-Lieder Digital und Glass. Insbesondere Digital ist „ein düsteres, schnelles Trauerlied das Tempo und Mühsal vereint.“

„Hooks Bass transportierte die Melodie, Sumners Gitarre lässt Lücken, statt den Mix mit dichten Riffs aufzufüllen, und das Schlagzeug von Steve Morris scheint den Rand eines Kraters nachzuzeichnen. Curtis singt von einem „einsamen Ort“ im Zentrum dieser leeren Fläche […].“

Der bis dahin einzigartige Klang von Joy Division führte zu einer Reihe von Interpreten, welche dem Klang der Band nacheiferten.
Ein Jahr nach der ersten Single von Joy Division 1979 präsentierten sich auch Bauhaus das erste Mal mit dem Song Bela Lugosi’s Dead und füllten im folgenden Jahr mit In the Flat Field eine Lücke, die Adam Ant mit seiner Entwicklung in den New-Romantic-Pop hinterlassen hatte. Die „theatralisch-glamouröse […] Blasphemie“ von Bauhaus hatte eine höhere Anziehungskraft als „Bilderbuchmärchen über Piraten und Indianer“. Bela Lugosi’s Dead definierte mit einem Text „in dem es von Blut und Fledermäusen angemessen wimmelte“ und der langgezogenen hallversetzten Percussion sowie dem späten Einsatz der Gitarre und des Gesangs, den „Sound eines Lifestyles“. Bauhaus kombinierten mit den erotisch und blasphemisch geprägten Texten Peter Murphys und ihrem Look, gemeinsam mit Siouxsie and the Banshees das Auftreten und Aussehen der aufkommenden Szene. Der an Dave Vanian und The Damned erinnernde Look berief sich derweil auf Gloria Mundi, für die Bauhaus 1979 als Vorgruppe aufgetreten waren.
Spätestens der Tod des Joy-Division-Sängers Ian Curtis am 18. Mai 1980 öffnete einer Reihe neuer Interpreten mit ähnlichem musikalischem Stil den Markt.

“By commiting suicide, Ian Curtis of Joy Division not only put an end to his own life and that of his band, but allowed a vacuum to occur into wich all of these other bands scurried.”

„Mit seinem Suizid beendete Ian Curtis von Joy Division nicht nur sein eigenes Leben und das seiner Band, er ermöglichte auch ein Vakuum, in welches all diese Bands hasteten.“

Am 5. Juli 1983 beendeten Bauhaus vorerst ihre Karriere mit einem Konzert im Londoner Hammersmith Palais.

## Etablierung
Noch vor der Auflösung von Bauhaus traten neue Bands ins Rampenlicht. The Southern Death Cult, Sex Gang Children und Gene Loves Jezebel wurden langsam bekannt. The Southern Death Cult erschienen im Oktober 1982 auf dem Titelbild des NME und Anfang des Jahres 1983 wurden die aktuell aufstrebenden Bands Brigandage, Blood and Roses, wie auch die schon zuvor 1982 erwähnten Sex Gang Children und The Southern Death Cult u. a. stellvertretend für die Masse der Bands um das Batcave, und solche die stilistisch dazu passten als Positive Punk betitelt, da sie sich durch ihren künstlerischen, oft von Performance-Kunst, Theatralik und zur Schau gestelltem Dandytum geprägten  ‚positiven‘ Anspruch von anderen, aggressiveren und ‚negativeren‘, Strömungen innerhalb des Punkrocks abhoben.

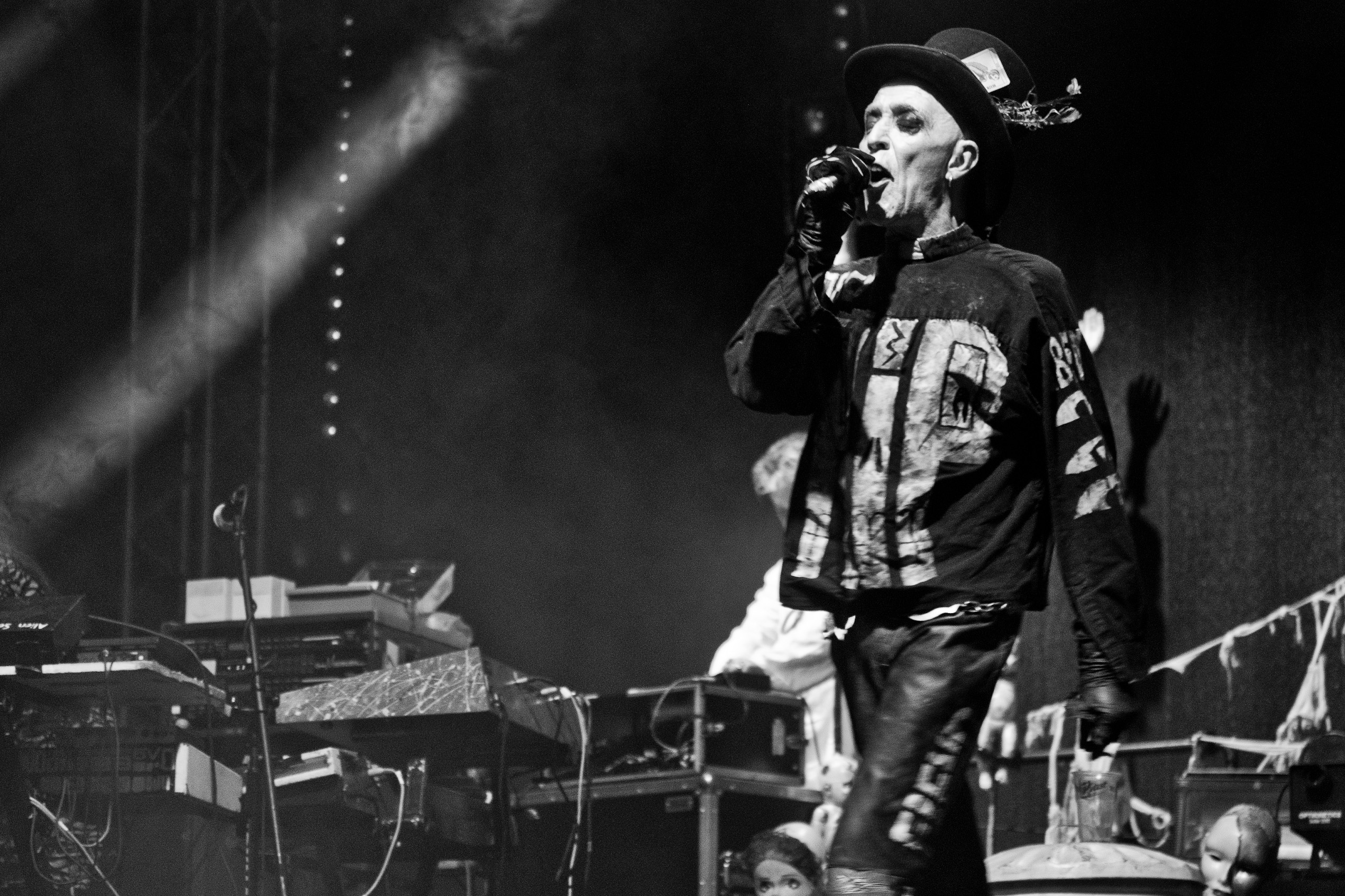
Nik Fiend von Alien Sex Fiend 2012 Live

Das Batcave, der Londoner Club der sich langsam etablierenden Szene wurde im Juli 1982 von der Band Specimen gegründet. Zu den Mitarbeitern des Batcave zählte auch Nik Fiend, der Sänger der Band Alien Sex Fiend. Sowohl Alien Sex Fiend als auch Specimen traten wiederholt im Batcave auf. Dazu lief Glam Rock, Rockabilly und eben jene Musik, die später als Gothic bekannt wurde, sowie Filmklassiker des Gothic Fiction und Kabarettauftritte.
Das Batcave schloss nach drei Jahren und großen Erfolgen, aufgrund schwindender Besucher Mitte des Jahres 1985, doch bis zu diesem Ende traten dort noch weitere frühe Gothic-Bands wie Sex Gang Children, Cabaret Voltaire, The Birthday Party oder Christian Death auf. Die aus den Vereinigten Staaten von Amerika stammenden Christian Death repräsentierten derweil die parallele Musikentwicklung zum Gothic Punk; der Death-Rock, der neben Christian Death auf 45 Grave, den frühen T.S.O.L., Theatre of Ice, Kommunity FK, Super Heroines und Voodoo Church basierte, entsprang der Punk-Szene von Los Angeles. Gemein war den Bands der Hang zu Punk und Schock-Rock-Bands wie The Cramps, The Damned und Alice Cooper.

„Bei Gothic-Bands traf eine Vorliebe für Horrorfilmkitsch auf das aufrichtige Interesse an der ‚dunklen Seite‘.“

Auch in Deutschland entstand zu Beginn der 1980er Jahre „aus den Dunstkreisen meist punkorientierter Bands“ eine parallele Musikentwicklung, die sich ebenso auf Joy Division, Bauhaus und Siouxsie and the Banshees beriefen. Die deutschen Interpreten wurde trotz ähnlicher Ausprägung kaum als einheitliche Bewegung wahrgenommen. Als Depro-Punk bekannte Bands wie (späte) Chaos Z/Fliehende Stürme oder EA80 wurden nicht generell, wie die deutsche Horrorpunk-Band Der Fluch oder die anfänglich im Gothic Punk verhangenen Bands X-Mal Deutschland, Asmodi Bizarr, Circle of Sig-Tiu, Marque Moon und Cyan Revue, der deutschen Gothic-Szene zugerechnet, sondern eher dem Punk und Hardcore Punk untergeordnet.

## Übergang zum Gothic Rock

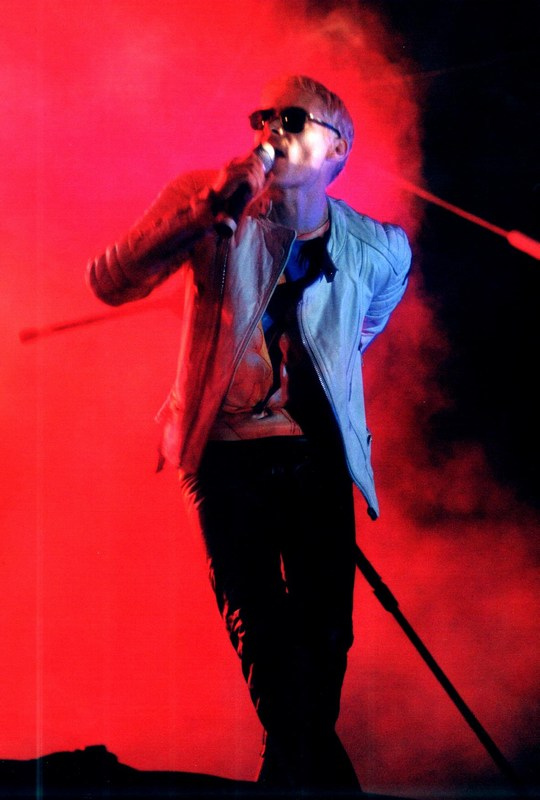
Andrew Eldritch Live auf dem M’era Luna Festival 2000

Zwischen 1984 und 1985 änderte sich die Szene. Die wichtigsten Bands des Wandels der frühen Gothic-Szene zum Gothic Rock waren The Sisters of Mercy und The Cult. Während die frühen Interpreten der Idee, Rock-Musik zu produzieren, skeptisch gegenüberstanden und Rock-Klischees ablehnten, verstand sich Andrew Eldritch als Rock-Musiker.

„Aus England kommen furchtbar viele entsetzliche Bands, besonders aus London. Viele von ihnen gehen mit diesem Gequatsche von wegen ‚Wir sind keine Rockband‘ auf die Bühne. Wir machen das andersrum - gehen einen Schritt vorwärts. Wir sagen: ‚Wir sind eine Rockband.‘ Sehr laut.“

Ian Astbury löste The Southern Death Cult auf und nannte seine neue Band nur noch The Cult; diese veröffentlichten im September mit Dreamtime eines der ersten Rock-Alben, die der Szene entsprangen. 1985 debütierten Fields of the Nephilim mit der EP Burning the Fields und folgten der grundlegenden Idee der Sisters of Mercy, Gothic als Rockmusik zu spielen.
Ein weiteres Jahr später debütierten die von Wayne Hussey nach der Trennung von den Sisters of Mercy gegründeten The Mission erfolgreich mit Gods Own Medicine. The Cure orientierten sich 1984 mit The Top an experimentellem New Wave und auch weitere Bands wie Christian Death, Virgin Prunes oder Siouxsie and the Banshees orientierten sich in dieser Zeit neu, während neue Interpreten aufkamen, welche sich am Stil von The Sisters of Mercy und Fields of the Nephilim orientierten. Gruppen wie Love Like Blood, Nosferatu, London After Midnight, Rosetta Stone oder Two Witches spielten mit der Idee Gothic als Rockmusik zu verstehen.
Auch die deutsche Entwicklung nahm ab der Mitte der 1980er Jahre mit Interpreten wie Love Like Blood und Girls Under Glass eine eher am Rock orientierte Richtung. Wohingegen sich die ursprünglichen Interpreten in unterschiedliche Richtungen neu orientieren.

„Viele einheimische Bands der ersten Stunde durchliefen die Entwicklung vom Punk über Gothic/Dark-Wave hin zu Rock-orientierten, straighteren, härteren Klängen, wohingegen Bands, welche direkt aus dem Gothic/Dark-Wave-Bereich kamen, sich entweder zur Avantgarde, zum Industrial oder in entgegengesetzte Richtung, hin zum Pop orientierten.“

## Revival
Im neuen Jahrtausend kam es zuerst in den USA, durch Bands wie Cinema Strange, Scarlet’s Remains oder Tragic Black, zu einem deutlich gothic-punk-orientierten Death-Rock-Revival, dessen Auswirkungen sich auch auf Europa ausweiteten. Dieses Revival wird, aufgrund seiner stilistischen und optischen Anlehnung an den Stil des Batcave-Club im London der 1980er, häufig als „Batcave-Revival“ bezeichnet. In Deutschland drückten besonders Bands wie Murder at the Registry und Bloody Dead and Sexy der Wiederauferstehung der Bewegung ihren Stempel auf. Im Vereinigten Königreich schlossen sich Bands wie The Scary Bitches der Szene an.
Wie schon in der ursprünglichen Gothic-Punk-Bewegung verschmolzen im Revival modische und musikalische Elemente aus Horrorpunk, Gothabilly, Punk und Gothic Rock.

## Begriffsgeschichte
Die Musik gilt als im Post-Punk-Umfeld entstandener Urstil des Gothic Rock, welcher erst in der zweiten Hälfte der 1990er Jahre als Gothic Punk bezeichnet und rückwirkend auch zuvor erschienenen Veröffentlichungen zugeschrieben wurde. Zuvor waren bereits kulturwissenschaftliche und marktwirtschaftlich geprägte Stilbegriffe wie Post-Punk, Wave und New Wave aber auch subkulturelle Begriffe wie Batcave und Gothic Rock zur Umschreibung des Stils gebräuchlich.
In der Hochphase des Batcave 1983, sah sich die Szene noch als Strömung der Punk-Szene, derweil die Musik bereits als Gothic umschrieben wurde.
Im Versuch, diese Entwicklung zu fassen, nutzten Musikjournalisten Anfang der 1980er Begriffe wie Punk Gothique und Positive Punk, während die Szene von San Francisco als Death-Rock betitelt wurde, etablierte sich zeitweise der Titel Positive Punk für die britische Szene. Mit der Wandlung hin zu einer eher an Rock orientierten Musik etablierte sich der Begriff Gothic Rock zunehmend für die Musik ohne regionale Unterscheidungen und Gothic für die Szene, welche bis in die Mitte der 1990er diverse Unterteilungen erlebte.

“I don’t know how things went from death rock to Goth, but I think the Sisters had something to do with it.”

„Ich weiß nicht wie die Sache vom Death-Rock zum Goth wurde, aber ich glaube die Sisters hatten etwas damit zu tun.“

So wurden die Begriffe Goth-Punks oder Batcaver für eine an den frühen Bands interessierte und modisch am Punk orientierte Gruppierung in der Gothic-Szene gebräuchlich. In den 1990ern wurden die Begriffe Death-Rock, Batcave und Gothic Punk auch für den Musikstil gebräuchlich.

## Musikalische Einordnung
Im Kerngedanken blieb der Gothic Punk den musikalischen Idealen des Punk treu. Bereits der frühe Gothic verstand sich als Abkehr von den Klischees der Rockmusik.

„Niemals ein Gitarrensolo, niemals einen Song mit einem lauten Schlagzeugknall beenden. Irgendwann hatte Siouxsie Kenny Morris das Becken von seinem Schlagzeug weggenommen.“

Das Schlagzeug, bei welchem auch folgende Bands wie The Southern Death Cult den Einsatz der Becken minimierten, erschien im frühen Gothic stattdessen wie „hypnotische Trauermärsche oder Tom-Tom-lastig“ dazu spielten „rasend schnelle Gitarren“ und „hohe Post-Joy-Division-Bassläufe“, der Gesang ging währenddessen entweder beinah ins „Opernhafte“ oder klang tief und klagend in Anlehnung an Ian Curtis und Jim Morrison.

## Mode

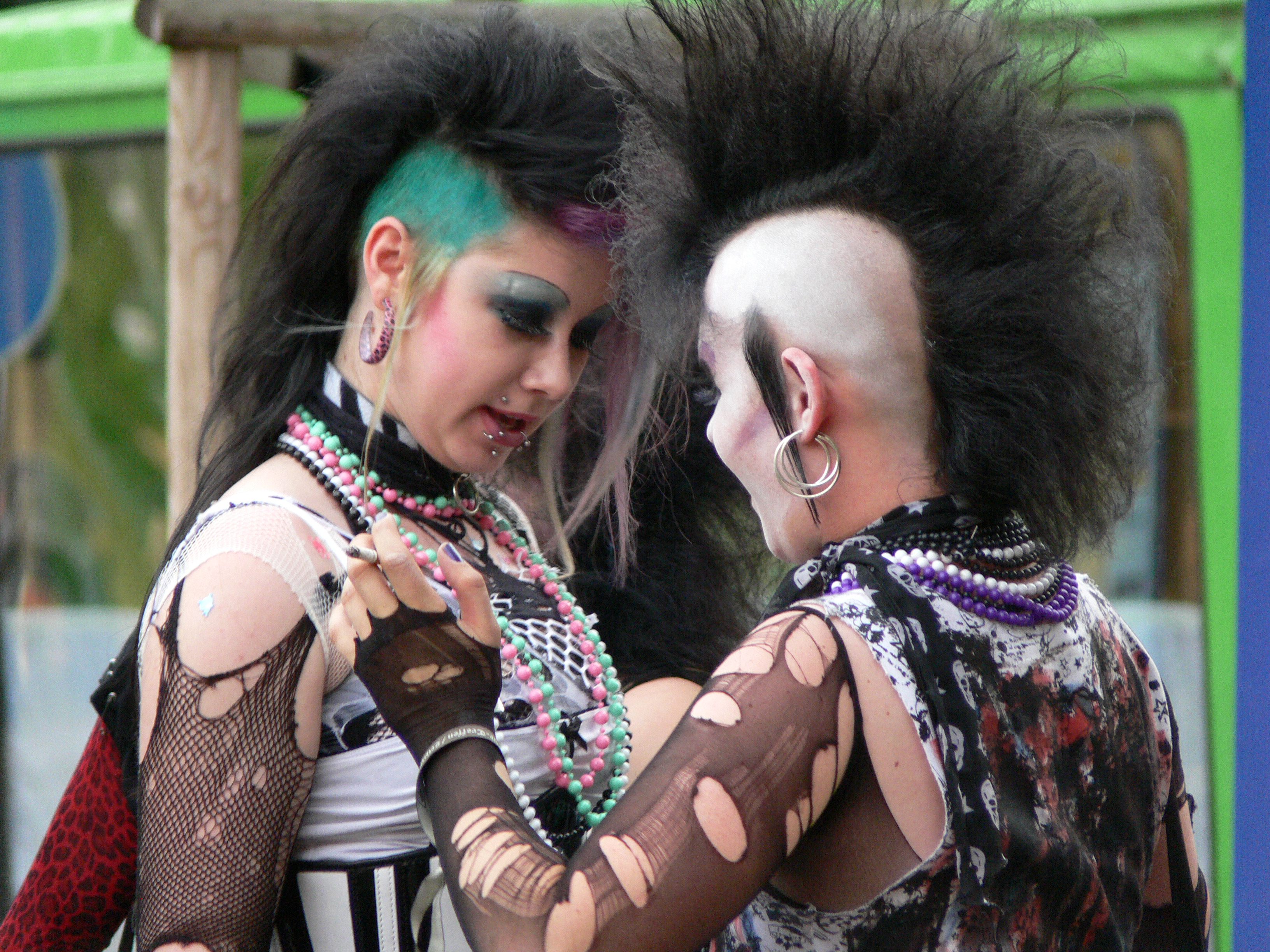
Besucherinnen des WGT im Gothic-Punk-Stil

In Bezug auf Outfit und Frisur sind viele Angehörige der Gothic-Punk-Strömung deutlich vom Punk geprägt. Zerrissene Kleidungsstücke und Strumpfhosen sind üblich, der typische Irokesenschnitt ist häufig anzutreffen und auch die von Vivienne Westwood eingeführten Bondage- und BDSM-Mode-Elemente der Punk-Szene finden sich als Accessoires.
Hinzukommend sind Elemente des Horrorpunk bereits früh in der Szene üblich gewesen.

„Vom Erscheinungsbild her war eine Kombination aus todkrank wirkender Blässe, zurückgekämmten oder zerzaustem schwarzem Haar, zerknitterten Regency-Shirts, zerknautschten Zylindern, Lederkleidung und Hundehalsbändern mit Nieten beliebt, wobei das Ensemble durch Accessoires wie religiösem, magischem oder makabrem Schmuck ergänzt wurde, der in der Regel aus Silber gefertigt war (Knochenohrringe, Rosenkränze, fünfeckige Sterne, Ankh-Symbole, Totenschädel).“

## Bekannte Vertreter
| Frühe Gothic-Punk-Vertreter UK - Alien Sex Fiend - Bauhaus - Blood and Roses - Bone Orchard - Brigandage - The Damned | - Rudimentary Peni - Sex Gang Children - Siouxsie and the Banshees - Skeletal Family - The Southern Death Cult - Specimen - Theatre of Hate - UK Decay | Frühe Gothic-Punk-Vertreter International - The Birthday Party (AUS) - Der Fluch (D) - The Lords of the New Church (US) - Christian Death (US) - Virgin Prunes (IRL) - Xmal Deutschland (D) | Neuere Vertreter mit Fremdeinflüssen - Bloody Dead and Sexy (D) - Christ Vs. Warhol (US) - Cinema Strange (US) - Scarlet’s Remains (US) - The Scary Bitches (UK) |